# Bernardo de la Cuadra y Echavarría
Bernardo de la Cuadra y Echavarría (Santiago, 1738-1809) fue el primer alcalde del municipio de Rancagua.
Hijo de Antonio de la Cuadra y Manzanal y doña Francisca de Echavarría y Portillo. Se instruyó en el ejército colonial, llegando a ser Maestre de Campo. Contrajo matrimonio en 1758 con María Pascuala de Armijo y Frías, en la Parroquia de Santa Ana, en la capital. Fue padre de 13 hijos. 
Se radicó en la ciudad de Rancagua desde 1765, para ocupar el cargo de Teniente Corregidor, y en 1791 fue nombrado Alcalde de la ciudad, cargo que ostentó hasta 1793. Fue además Gobernador de Rancagua, primer Comandante del Regimiento de Dragones de Sagunto y Juez de Residencia.
Dueño de la gran estancia de la Rinconada del Carmen, en Rancagua, y de casas principales en la calle La Compañía.

## Homenaje
En la actualidad desde 2021 una población y calle en Rancagua lleva su nombre y otra calle con el nombre de su esposa.